# Anton Filtz
Johann Anton Filtz, czes. Antonín Fils, także Filz, Fieltz, Fiels (ochrzcz. 22 września 1733 w Eichstätt, pochowany 14 marca 1760 w Mannheimie) – niemiecki kompozytor pochodzenia czeskiego.

## Życiorys
Niewiele wiadomo na temat jego życia. Od 1764 roku działał na dworze elektorskim w Mannheimie jako drugi wiolonczelista orkiestry nadwornej. Był uczniem Johanna Stamitza. Zmarł młodo, przed rozwinięciem w pełni swojego talentu twórczego.
Należał do pierwszego, przedklasycznego pokolenia szkoły mannheimskiej. Skomponował około 60 symfonii, ponadto koncerty na różne instrumenty oraz utwory kameralne. Symfonie Filtza, cieszące się popularnością już za życia kompozytora, mają 4-częściową budowę sonatową i cechują się melodyjnymi tematami oraz silnymi kontrastami wyrazowymi. Kompozytor wprowadzał do nich także elementy czeskiej muzyki ludowej, nadając finałom charakter zbliżony do polki lub furianta.